# Dicranum capillatus
Dicranum capillatus là một loài Rêu trong họ Dicranaceae. Loài này được (Hook. & Wilson) L.C. Beck mô tả khoa học đầu tiên năm 1893.